# Büyükköy, Çayeli
Büyükköy là một thị trấn thuộc huyện Çayeli, tỉnh Rize, Thổ Nhĩ Kỳ. Dân số thời điểm năm 2010 là 2.462 người.